# Ádám Simon
Ádám Simon (ur. 30 marca 1990 roku w Salgótarján) – węgierski piłkarz występujący na pozycji pomocnika. Od 2017 jest zawodnikiem Paksi FC.